# Història de la selecció de rugbi d'Anglaterra

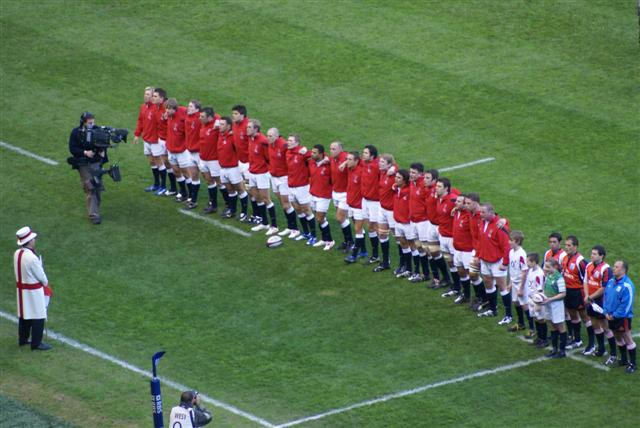
Al Torneig de les Sis Nacions de 2007.

La història de la selecció de rugbi d'Anglaterra s'inicia el 1871.

## Origen
L'expansió del rugbi en la primera meitat del segle xix va ser impulsada per ex-alumnes de col·legis públics d'Anglaterra que, en acabar l'escola, van portar amb ells el joc a les universitats, a Londres, i als comtats. El primer partit internacional d'Anglaterra es va produir contra Escòcia el dilluns 27 de març de 1871. Escòcia va guanyar el partit davant de més de 4.000 persones a Raeburn Place, Edimburg. El següent partit internacional va tenir lloc al Brit Oval de Londres el 5 de febrer 1872, amb una nova derrota d'Anglaterra davant Escòcia. Durant els primers anys no hi havia un sistema de punts definit i no va ser fins després del 1890 quan es va introduir un sistema de puntuació definit. Fins al 1875 els partits internacionals de rugbi es decidien pel nombre de gols marcats (conversions i puntades a botepronto, en anglès, drop goal), però, a partir de 1876, el nombre d'assajos anotats es podia utilitzar per a decidir un partit si els equips estaven empatats a gols.

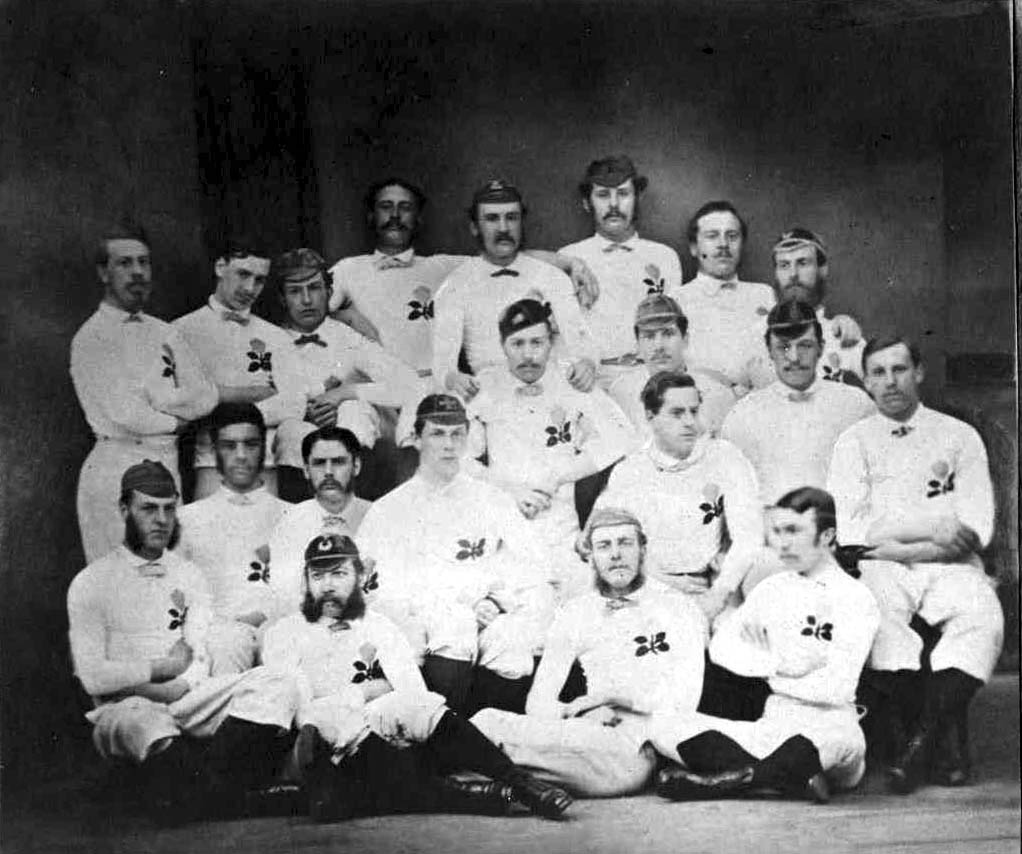
Anglaterra posant abans de jugar el seu primer partit internacional enfront d'Escòcia, 1871.

L'any 1875, Anglaterra va jugar el seu primer partit contra Irlanda al Brit Oval, guanyant per un gol, un drop i un assaig a zero. La trobada va suposar el test disputat contra els irlandesos. El 1880, Anglaterra va derrotar a Escòcia per convertir-se en el primer guanyador de la Copa Calcuta. El seu primer partit contra Gal·les es va produir el 19 de febrer de 1881 al Camp de Richardson a Blackheath. Anglaterra va registrar la seva major victòria fins a aquesta data, derrotant els gal·lesos per tretze assajos, set transformacions i un drop a zero. El següent partit entre ambdues seleccions es va produir a l'any següent a St Helens, Swansea, amb victòria anglesa per sis assajos i dues conversions. Dos anys més tard es va disputar la primera edició del Torneig de les Quatre Nacions (en aquells dies no participaven ni França ni Itàlia) on Anglaterra es va proclamar com el guanyador inaugural del mateix. El 1889, Anglaterra va jugar el seu primer partit contra una selecció no pertanyent al Regne Unit, on van derrotar els New Zealand Natives per un gol i quatre assajos a zero al Rectory Field de Blackheath. L'any 1890 va compartir el triomf amb Escòcia al Quatre Nacions, ja que van quedar tots dos equips empatats a quatre punts.

## Segle XX
Anglaterra va jugar per primera vegada contra Nova Zelanda (els All Blacks) l'any 1905. Els All Blacks van anotar cinc assajos que, en aquells dies, valien tres punts i van deixar el marcador en 15-0. L'any següent van disputar el primer partit contra Sud-àfrica (coneguda com els Springboks). James Peters va haver de ser retirat de la selecció anglesa després que els sud-africans s'oposessin a jugar contra un jugador negre. El partit va acabar amb empat a 3. Anglaterra va jugar per primera vegada davant de França en el seu terreny (Colombes) el 1907, i enfront d'Austràlia (coneguda com els Wallabies) el 1909, en un partit que va acabar amb derrota per 3-9.

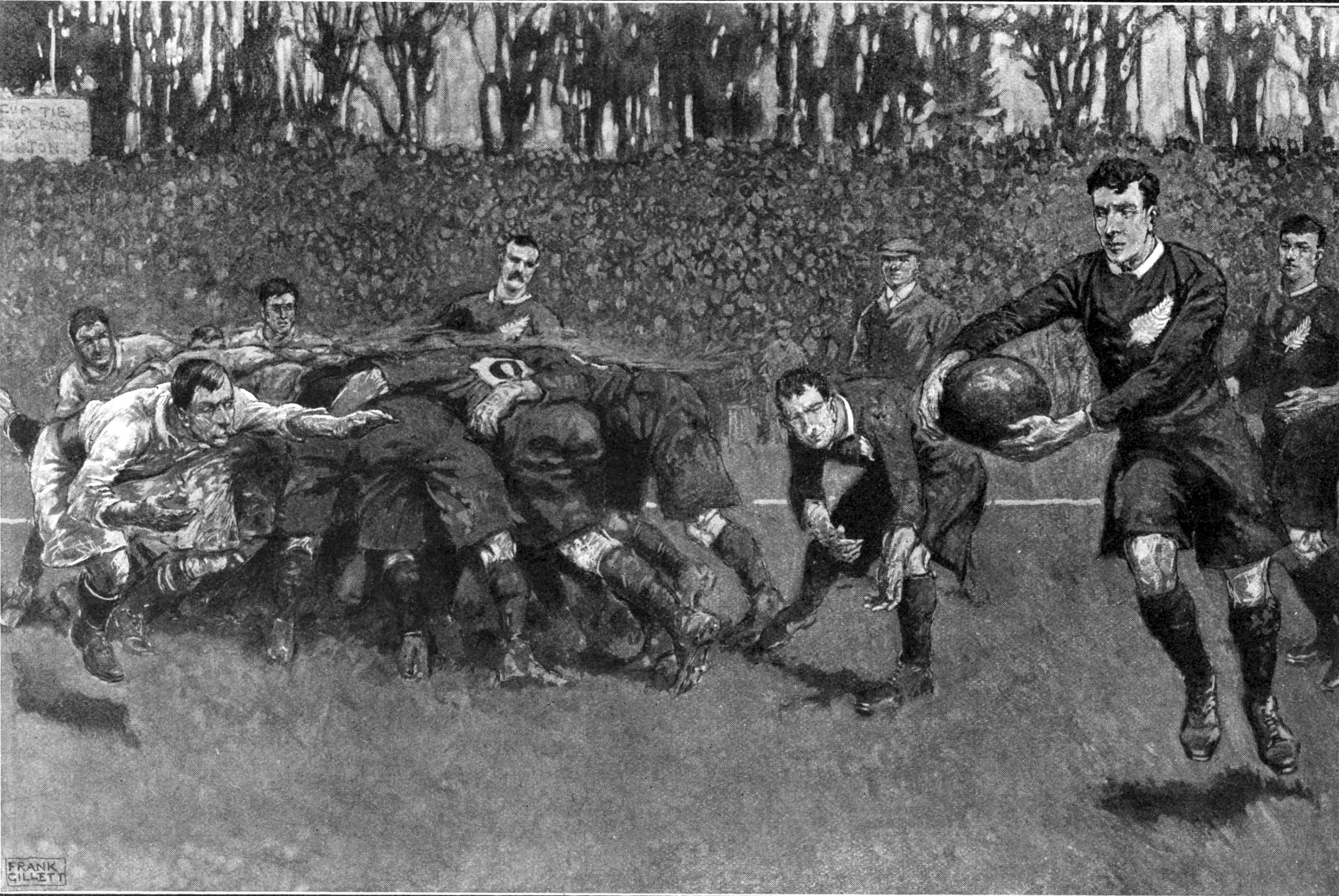
Anglaterra enfront dels All Blacks originals, l'any 1905. El resultat va ser de 15-0 a favor de Nova Zelanda.

L'any 1909 hi va haver l'obertura de Twickenham com a nova seu de la RFU, inaugurant una època daurada per al Rugbi Unió anglès. Anglaterra, en la seva estrena a Twickenham, va aconseguir la victòria sobre Gal·les, la qual cosa li va fer guanyar el Cinc Nacions, un títol que no aconseguia des de 1890. Tot i que Anglaterra no va aconseguir retenir el títol l'any següent, sí que ho va fer el 1912, compartint la victòria amb Irlanda. Els anys 1913 i 1914, es va alçar amb el Gran Slam, igual que el 1921, després de la Primera Guerra Mundial. Posteriorment, Anglaterra també va guanyar el Gran Slam els anys 1924 i 1925, malgrat haver començat l'any amb una derrota davant els All Blacks davant dels 60.000 afeccionats que abarrotaven l'estadi de Twickenham.
Després de guanyar un altre Gran Slam el 1928, Anglaterra va jugar contra els Springboks davant 70.000 espectadors a Twickenham el 1931. Després de l'expulsió de França el 1930 a causa del seu suposat professionalisme, el Cinc Nacions va passar a ser de nou el Home Nations o Quatre Nacions, i Anglaterra es va alçar amb els títols de 1934 i 1937, aconseguint en tots dos la Triple Corona. L'any 1935 va aconseguir la primera victòria de la seva història davant dels All Blacks.
El Torneig de les Cinc Nacions es reprèn al 1947 després de la Segona Guerra Mundial amb la readmissió de França. Aquest any Anglaterra va compartir el trofeu amb Gal·les. La primera meitat de la dècada de 1950 no va ser molt reeixida per a Anglaterra al Cinc Nacions, ja que només va guanyar un partit en les edicions de 1950 i 1951.

### Segona meitat
L'any 1953 va tornar a guanyar el Cinc Nacions, i va continuar amb un Gran Slam al 1957 i un altre títol l'any següent. Anglaterra va trencar la ratxa de França de quatre campionats en guanyar el Torneig de 1963. Després d'aquesta victòria, Anglaterra va jugar tres test match a l'Hemisferi Sud, i els va perdre els tres: 21-11 i 9-6 contra els All Blacks, i 18-9 contra Austràlia. La selecció no va aconseguir guanyar cap partit durant el 1966 i només va aconseguir un empat contra Irlanda. Durant la dècada dels 60 no va tornar a guanyar cap Cinc Nacions.
Don White va ser escollit com el primer seleccionador en la història d'Anglaterra el 20 de desembre de 1969. Segons l'ex jugador de Northampton Bob Taylor, "Don va ser triat perquè era l'entrenador amb més visió de futur a Anglaterra". El seu primer partit en el càrrec es va saldar amb victòria 11-8 sobre Sud-àfrica a Twickenham, l'any 1969. Dels onze partits que Anglaterra va jugar amb White com a entrenador, va aconseguir tres victòries, un empat i set derrotes. Va haver de dimitir com a seleccionador el 1971.
Anglaterra va obtenir bons resultats contra equips de l'Hemisferi Sud durant la dècada de 1970, amb victòries sobre Sud-àfrica el 1972, Nova Zelanda el 1973 i Austràlia el 1976. L'any 1972, el Cinc Nacions no es va completar a causa dels disturbis a Irlanda del Nord (conegut en anglès com The Troubles), atès que Escòcia i Gal·les es van negar a jugar els seus partits a Irlanda. Anglaterra va jugar a Dublín el 1973 i es va emportar una gran ovació del públic que es va perllongar durant més de cinc minuts. Després de perdre 18-9 a Lansdowne Road, el capità anglès, John Pullin va pronunciar la famosa frase: "Podríem haver-ho fet millor però almenys ens presentem".
Anglaterra va començar la dècada següent aixecant el 1980 el Gran Slam del Cinc Nacions, el primer des de feia 23 anys. No obstant això, el 1983, Anglaterra va ser incapaç de guanyar un sol partit i va rebre la cullera de fusta. L'any 1987 es va disputar la primera Copa Mundial de Rugbi amb seu a Nova Zelanda i Austràlia. Anglaterra va quedar enquadrada en el grup A al costat d'Austràlia, Japó i els Estats Units. Va començar perdent el seu primer partit 19-6 davant Austràlia, però les victòries enfront del Japó i la selecció dels Estats Units van permetre que es classifiqués per quarts de final. A quarts, el rival va ser la Selecció de Gal·les. El partit va acabar amb victòria gal·lesa per 16 a 3 i Anglaterra eliminada.
El 1989, Anglaterra va guanyar dos test match contra Romania i Fiji, seguit de victòries en els tres primers partits del Cinc Nacions del 1990. Van perdre l'últim dels enfrontaments davant Escòcia i van propiciar el tercer i últim Gran Slam escocès. Anglaterra es va recuperar a l'any següent en guanyar el seu primer Gran Slam des de 1980. Anglaterra va ser seu de la Copa Mundial de 1991 i va quedar enquadrada al Grup A, juntament amb els All Blacks, Itàlia i Estats Units. Malgrat perdre la primera trobada davant Nova Zelanda, es va classificar per als quarts de final on va derrotar a França 19-10. A les semifinals es va enfrontar a Escòcia i va aconseguir la victòria, 9-6, per fer-se un lloc a la final, on esperava Austràlia. No obstant això, Anglaterra no va poder ser profeta a la seva terra i va caure derrotada per 12-6.
L'any següent, Anglaterra va completar un altre Gran Slam i no va perdre cap partit en tot 1992, incloent una victòria sobre els Springboks. En el període previ a la Copa Mundial de 1995, Anglaterra va completar un altre Gran Slam, el tercer en cinc anys. A la Copa del Món, Anglaterra va derrotar a Argentina, Itàlia i Samoa, rivals del Grup B, i després va vèncer a Austràlia 25-22 als quarts de final. No obstant això, a semifinals no va ser rival pels All Blacks, especialment per Jonah Lomu, que va anotar un total de quatre assajos deixant el resultat en 45-29. Finalment, no va poder derrotar a França en el partit pel tercer i quart lloc.

## Professionalisme
L'any 1997, Clive Woodward es va convertir en l'entrenador d'Anglaterra. Aquell any, Anglaterra va empatar amb Nova Zelanda a Twickenham després d'haver caigut derrotada estrepitosament a Manchester la setmana anterior. El 1998, Anglaterra va anar de gira per l'Hemisferi Sud jugant contra Austràlia, Nova Zelanda i Sud-àfrica. Molts dels jugadors de la selecció anglesa van qualificar la gira com un "Viatge a l'infern", on, entre altres coses, va sofrir la pitjor derrota de la seva història davant d'Austràlia per un impressionant 76-0. El 1999, durant el transcurs de l'última jornada del Cinc Nacions, el gal·lès Scott Gibbs va aconseguir desfer-se de fins a sis defensors anglesos anotant un assaig en l'últim minut que donaria la victòria del partit a Gal·les i, a més, l'últim títol d'Escòcia a el Cinc Nacions.

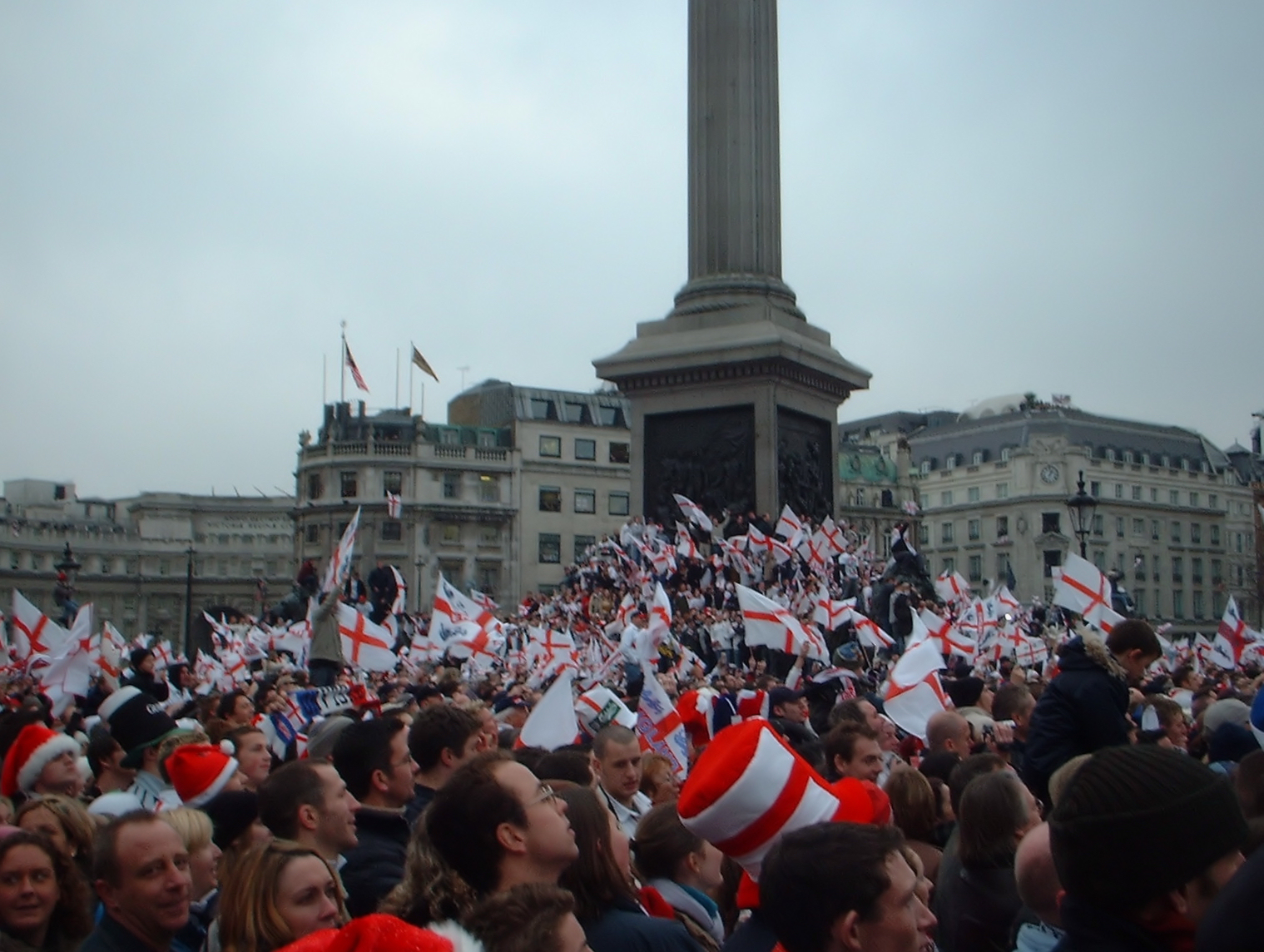
Celebracions a Trafalgar Square després de la victòria al Mundial de Rugbi de 2003.

Anglaterra va començar la dècada guanyant el títol del Sis Nacions. El 2001, Irlanda va derrotar a Anglaterra per 20-14 en l'última jornada (partit ajornat) a Lansdowne Road i va evitar d'aquesta manera un nou Gran Slam anglès. Tot i que el Sis Nacions de 2002 va caure en mans de França, Anglaterra va tenir el consol de poder guanyar la Triple Corona. Aquest mateix any, Anglaterra va vèncer a Argentina a Buenos Aires, i posteriorment als All Blacks, Austràlia i Sud-àfrica a Twickenham. El 2003, Anglaterra va guanyar el seu primer Gran Slam des de 1995, seguit de victòries davant Austràlia i els All Blacks el mes de juny.
Anglaterra arribava com un dels favorits a guanyar la Copa Mundial de 2003. La selecció va aconseguir arribar a la final que es va disputar el 22 de novembre de 2003 contra Austràlia i es va convertir en campiona del món després d'un drop espectacular de Jonny Wilkinson a l'últim minut del temps extra que deixava el resultat final en 20-17. El 8 de desembre, l'equip anglès va ser aclamat per més de 750.000 seguidors en la seva desfilada victoriosa a través dels carrers de Londres, abans de reunir-se amb la reina Isabel II aBuckingham Palace.

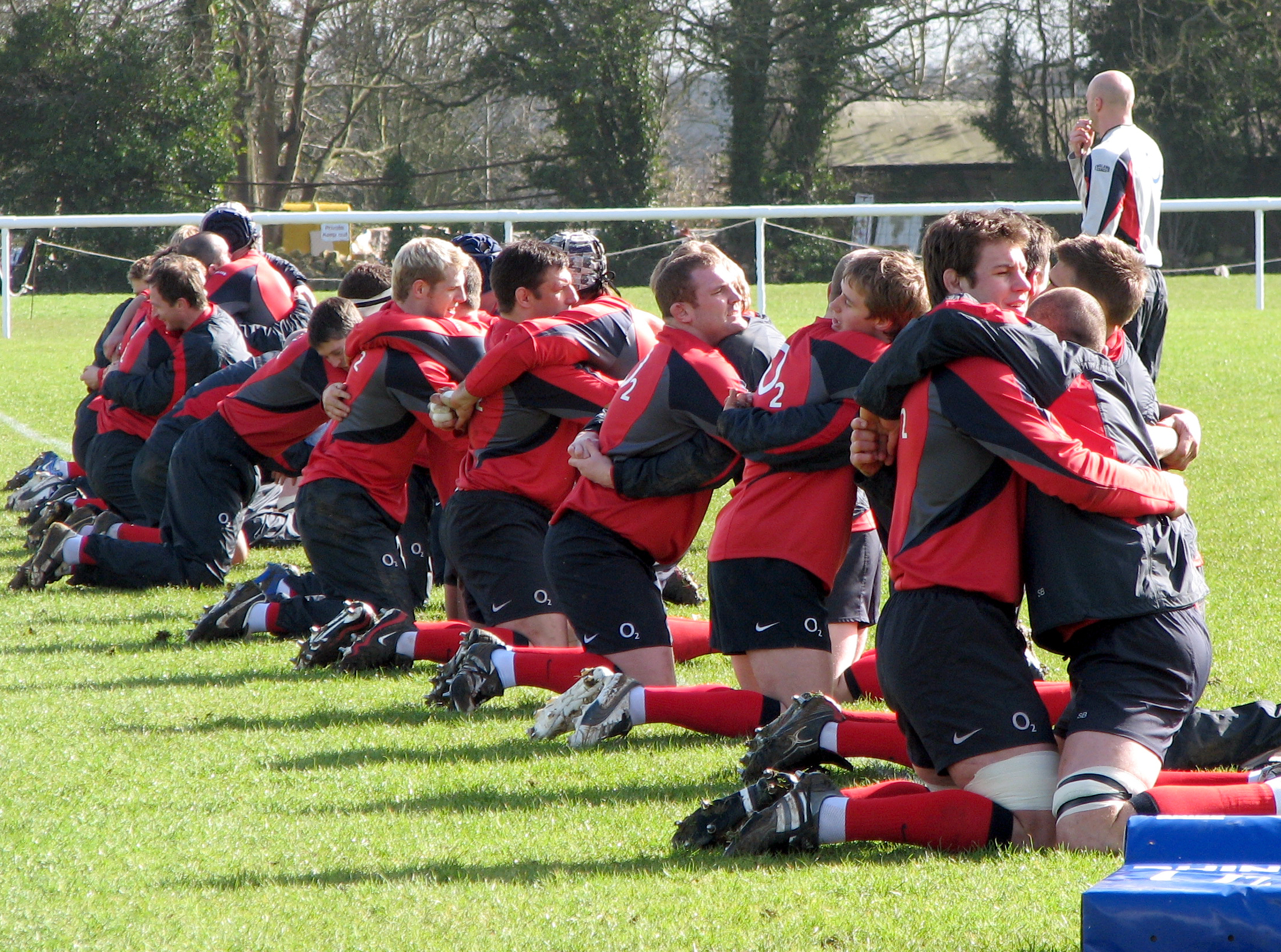
Els membres de la Selecció anglesa entrenant a la Universitat de Bath durant el transcurs de la Copa del Món de 2007.

Al Sis Nacions de 2004, Anglaterra va perdre dos partits davant França i Irlanda i va acabar el torneig en tercer lloc. Sir Clive Woodward va renunciar el 2 de setembre i Andy Robinson va ser nomenat nou seleccionador d'Anglaterra. El 2005 no va resultar ser el millor any per Anglaterra. Robinson, en el seu primer Sis Nacions, va acabar en quart lloc amb només dues victòries i, tot i que posteriorment va derrotar a Austràlia per 26-16, l'any es va completar amb una derrota 23-19 davant dels All Blacks.
Després de la seva derrota davant Sud-àfrica en els test match de finals de 2006, Anglaterra havia encadenat vuit derrotes en els seus últims nou tests, la pitjor ratxa de la seva història. El seleccionador Andy Robinson va dimitir després de la ratxa de resultats negatius i Brian Ashton va ser nomenat nou seleccionador al desembre de 2006. Anglaterra va començar el Sis Nacions de 2007 amb una victòria enfront d'Escòcia i es va fer amb la Copa Calcuta. Aquest any serà recordat, a més, per l'històric resultat a Croke Park, on Anglaterra va encaixar la pitjor derrota de la seva història davant d'Irlanda, 43-13.
A la Copa Mundial de Rugbi de 2007, Anglaterra va quedar enquadrada en el Grup A al costat de Samoa, Tonga, Sud-àfrica i els Estats Units. Es va classificar per als quarts de final, després de perdre vergonyosament enfront de Sud-àfrica 36-0, en el qual va derrotar a Austràlia 12-10. Posteriorment, va vèncer a França a semifinals per 14 a 9 i es va classificar d'aquesta manera per a la final per tercera vegada en la seva història. Sud-àfrica, que esperava a la final després de guanyar a Argentina, va derrotar els anglesos per 15-6. El 2009, Martin Johnson va assumir el càrrec de seleccionador.

## Anys 2010
A la Copa Mundial de Rugbi de 2011, Anglaterra va quedar enquadrada al grup B, juntament amb Escòcia, Argentina, Geòrgia i Romania. Va vèncer tots els partits i es va classificar per a quarts de final, on es va enfrontar a França, perdent per 12-19 i quedant fora de les semifinals per segona vegada en la història, després de la copa del món de 1987. L'any 2015 la Copa Mundial es va celebrar a Anglaterra, on la selecció va patir una històrica patacada en ser el primer amfitrió que cau en la primera fase en una copa del món.